# Ekoteologi
Ekoteologin är en gren av den kontextuella teologin som försöker ta på allvar de utmaningar som människans förstörda naturförhållande har skapat, och som försöker återställa detta naturförhållande i en teologisk kontext. Ekoteologin omvärderar kristendomen och kyrkohistorien utifrån vad ekofilosofin och miljövetenskaperna anser om världen och människan, kritiserar och lyfter fram tidigare ignorerade aspekter av kristendomen, kyrkohistorien och Bibeln. Den hittar ofta rikligt med ekologisk inspiration i Bibeln, och Jesus framstår ofta för ekoteologerna som en port tillbaka till naturen för människan.
Ekoteologerna finner sin inspiration främst i Bibeln och ekofilosofin, men också hos helgon som Franciskus av Assisi och David Petander. Skapelseteologin har varit en viktig grund att bygga på för ekoteologerna, i Norden företrädd särskilt av N.F.S. Grundtvig, K.E. Løgstrup och Gustaf Wingren.
Ekoteologin har vaknat till självmedvetande först i miljörörelsens kölvatten på 1970-talet, och som teologisk disciplin är den ännu i sin linda, och den ekoteologiska litteraturen är knapp. Några av de mest kända ekoteologerna lever än, och de är bl.a. Jürgen Moltmann, Rosemary Radford Ruether och Sallie McFague. Vissa menar att Paul Tillich var den kanske förste ekoteologen. Andra skulle nämna Pierre Teilhard de Chardins kristna naturmystik som den första ansatsen.
Den katolska befrielseteologin har sett ekologin som ett av sina viktigaste områden, eftersom den menar att även jorden är förtryckt, och tillhör de fattiga idag. Den främste befrielseteologiska ekoteologen är Leonardo Boff.
I Sverige fick ekoteologin sitt genombrott inom den kristna kyrkan med Harry Månsus och Stefan Edmans böcker. Av den yngre generationen ekoteologer kan Lars Larsen nämnas, med sin kristna anarkoprimitivism, inspirerad av bl.a. ekofeministen Maria Suutala och mennonitteologen Ched Myers.    
Kristen djuretik kan också ses som en del av ekoteologin.